# John Thomas Kattrukudiyil
John Thomas Kattrukudiyil (ur. 18 stycznia 1948 w Kothamangalam) – indyjski duchowny rzymskokatolicki, w latach 2005–2023 biskup Itanagar.